# Lady Lu
Lady Lu, nome artístico de Luciane Gonçalves Caeiro  (São Paulo, 4 de maio de 1976) é uma modelo e cantora luso-brasileira.
Em 2001, quando a cantora contava com cinco CD's em português e três em espanhol, foi considerada sucesso entre latinos de todo o mundo, tendo vendido mais de 2 milhões de discos. Seus discos já flertaram com diversos estilos musicais, começou na Dance Music, passando pela lambada e o tecnobrega até o zouk.
Seus shows são marcados por muita musicalidade, coreografias e sensualidade.
Na mídia, ela revolucionou com a performance da música Loucura Loucura que era atribuída a StripTease.
Quando iniciou a carreira,  seus padrinhos artísticos foram : Gugu Liberato, Silvio Santos e Claudete Troiano.

## Carreira
Luciane apresentou-se na TV pela primeira vez no programa infantil da Rede Bandeirantes chamado "Circo da Alegria" como assistente de palco da dupla de palhaços Atchim & Espirro e aos doze anos já era assistente de palco. Dois anos depois, deu início à sua carreira de modelo, chegando a ganhar um concurso promovido por Helô Pinheiro. A partir disso iniciou então sua carreira de cantora, inicialmente com o grupo de lambada chamado "As Ladies", cujo álbum foi lançado pela Sony/Copacabana. Com o fim do grupo, Luciane tinha então 16 anos e passou a adotar seu nome artístico "Lady Lu", gravando em 1991 o LP "Dance Music".
Nos anos 90 atingiu o auge do sucesso, com o hit "Loucura Loucura (Lindo, Tesão, Bonito e Gostosão)". Também posou nua duas vezes nessa década.
Após lançar seu CD "Sensual" em 2003, a cantora decidiu revigorar sua carreira, e foi se aperfeiçoar no mundo da música, foi aí que conheceu o produtor paraense Manoel Cordeiro, e o guitarrista Chimbinha, e ambos produziram o primeiro CD de zouk e calipso, chamado "Vem dançar zouk". Nesse tempo, Lady Lu montou a Banda Zouk, que fez muitos shows em São Paulo e pelo Nordeste.  Lady Lu chegou a gravar um CD em Fortaleza com o produtor Natinho da Ginga. A versão de "Chorando Se Foi", em estilo zouk, faz muito sucesso até hoje no YouTube.
Em 2012, uma polêmica foi gerada sobre os direitos autorais das canções de Gretchen, que planejava passar seu "legado" para Viviane Araújo. Mister Sam, real detentor dos direitos autorais não autorizou, e vendeu 50% dos direitos para Lady Lu. Gretchen afirmou que Lady Lu casou-se com Mr. Sam somente para receber parte dos direitos autorais. Tal fato foi desmentido pelos dois. Lady Lu se declara solteira, e Mister Sam diz que não é casado com ninguém. No mesmo ano, Lady Lu foi escolhida para interpretar a atriz e ex-chacrete Rita Cadillac no filme “Serra Pelada” e contracenar com Wagner Moura. Porém, o personagem que Lady Lu iria interpretar dentro do filme acabou sendo retirado do roteiro de gravações.
Em 2013, a cantora viajou para Portugal para divulgar sua versão em português de Stereo Love (que em abril de 2013 alcançou a posição 87 entre as 100 mais tocadas nas rádios portuguesas).
Em 2015, Lady Lu gravou a canção "E foi você" com a participação especial de Matogrosso, da dupla Matogrosso & Mathias. Além da canção, Matogrosso participou da gravação de um clipe com Lady Lu em São Paulo.
Em 2016, Lady Lu gravou uma versão da canção "Faded" em português (Perdido). Apesar de bem produzida, a canção não agradou os fãs e não obteve êxito.
Em 2017, Lady Lu firmou uma parceria com o cantor Ovelha e regravaram o sucesso "Não se vá" no estilo bachata sertaneja. Os dois chegaram a fazer shows juntos, além de apresentações em TV's e rádios.
Em julho de 2018, a cantora lançou o EP  "LA LU", que traz um apanhado com canções que fizeram sucesso nos últimos 10 anos de carreira, e como novidade, traz as musicas novas. "Eu quero estar up" e o reggaeton "Baila Baila".
Em 2019, lançou mundialmente uma música no estilo Tropical Pops, junto com o DJ Prodigio, chamada “Biri Biri Bee”, que foi a música do verão na Alemanha.
Em 2020, lançou um álbum chamado “Lady Lu 2020”, que inclui “Happy Birthday My Darling”, versão solo, e também com a dupla sertaneja Giancarlo & Raphael, e “Eu Tô Em Casa (E Ele No Bar)”, ambas com sabor latino pop sertanejo. Também lançou a música “Amor Não Me Deixe”, versão em português, de Henrique Marx, do sucesso Someone You Loved.
Seus discos já foram lançados em todo o mundo, passeando por diversos gêneros musicais, como lambada, zouk, tecnomelody, música latina, pop e dance music. Lady Lu nunca parou ou desistiu de sua carreira, e continua até hoje fazendo shows por todo o país.

## Discografia

### Álbuns de estúdio
| Álbum                       | Detalhes                                                                                          |
| --------------------------- | ------------------------------------------------------------------------------------------------- |
| Dance Music #1              | - Lançamento: 1991 (Brasil) - Formatos: LP - Editora: Warner Music - Vendas: 20.000               |
| Terceiro Milênio            | - Lançamento: 1993 (Brasil) - Formatos: LP - Editora: Warner Music - Vendas: 50.000               |
| O Ritmo do Prazer           | - Lançamento: 1995 (Brasil) - Formatos: LP, CD - Editora: Warner Music - Vendas: 100.000          |
| The New Music in Town       | - Lançamento: 1996 (Internacional) - Formatos: LP, CD - Editora: Warner Music - Vendas: 300.000   |
| Lu d' Blond: Genius of Love | - Lançamento: 1996 (Internacional) - Formatos: LP, CD - Editora: Warner Music - Vendas: 1.000.000 |
| Todos a Bailar              | - Lançamento: 1997 (Brasil) - Formatos: LP, CD - Editora: Warner Music - Vendas: 100.000          |
| Everybody Dance             | - Lançamento: 1998 (Internacional) - Formatos: LP, CD - Editora: Warner Music - Vendas: 800.000   |
| Eu Queria                   | - Lançamento: 1999 (Brasil) - Formatos: CD - Editora: Warner Music - Vendas: 50.000               |
| Lateen Pop                  | - Lançamento: 2000 (Internacional) - Formatos: CD - Editora: Warner Music - Vendas: 100.000       |
| Ala La Oh                   | - Lançamento: 2001 (Internacional) - Formatos: CD - Editora: Warner Music - Vendas: 200.000       |
| Sensual                     | - Lançamento: 2002 (Brasil) - Formatos: CD - Editora: Som Livre - Vendas: 150.000                 |
| Dominatrix                  | - Lançamento: 2003 (Brasil) - Formatos: CD - Editora: Som Livre - Vendas: 100.000                 |
| Com Todo Carinho            | - Lançamento: 2012 (Brasil) - Formatos: CD - Editora: Radar Records - Vendas: 20.000              |

### Extended plays (EPs)
| Álbum   | Detalhes                                                                             |
| ------- | ------------------------------------------------------------------------------------ |
| Lady Lu | - Lançamento: 2013 (Brasil) - Formatos: CD - Editora: Dancing Music - Vendas: 10.000 |

### Com a Banda Zouk
- (2004) Vem dançar Zouk MD MUSIC
- (2006) Lady Lu e Banda Zouk Vol. 2
- (2007) Lady Lu e Banda Zouk Vol. 3 (A dança do Bumbum)
- (2009) Lady Lu e Banda Zouk A poderosa do ritmo
- (2009) DVD ao vivo gravado em São Paulo

## Ensaios fotográficos
- (2000) Revista Sexy
- (2001) Revista Sexy